# Società Sportiva Manfredonia Calcio 2006-2007
Questa voce raccoglie le informazioni riguardanti la Società Sportiva Manfredonia Calcio nelle competizioni ufficiali della stagione 2006-2007.

## Rosa
| N. |                       | Ruolo | Calciatore                 |
| -- | --------------------- | ----- | -------------------------- |
|    | Italia (bandiera)     | P     | Massimo Marconato          |
|    | Italia (bandiera)     | P     | Luigi Sassanelli           |
|    | Italia (bandiera)     | P     | Matteo Apuzzo              |
|    | Italia (bandiera)     | P     | Raffaele Coscia            |
|    | Italia (bandiera)     | P     | Antonio Fischetti          |
|    | Italia (bandiera)     | D     | Gaetano Bertini            |
|    | Italia (bandiera)     | D     | Antonio Calabro (capitano) |
|    | Slovacchia (bandiera) | D     | Milan Bortel               |
|    | Italia (bandiera)     | D     | Stefano Trinchera          |
|    | Italia (bandiera)     | D     | Domenico Citro             |
|    | Italia (bandiera)     | D     | Roberto De Giosa           |
|    | Italia (bandiera)     | D     | Luigi Di Simone            |
|    | Italia (bandiera)     | D     | Gianluca Giovannini        |
|    | Italia (bandiera)     | D     | Luca Pierotti              |
|    | Italia (bandiera)     | C     | Nicola De Santis           |
|    | Brasile (bandiera)    | C     | Rodrigo Batista Machado    |
|    | Italia (bandiera)     | C     | Domenico Marino            |
|    | Italia (bandiera)     | C     | Giuseppe Librizzi          |

| N. |                    | Ruolo | Calciatore                |
| -- | ------------------ | ----- | ------------------------- |
|    | Italia (bandiera)  | C     | Andrea Musacco            |
|    | Italia (bandiera)  | C     | Alex Pederzoli            |
|    | Italia (bandiera)  | C     | Umberto Brutto            |
|    | Italia (bandiera)  | C     | Walter Piccioni           |
|    | Brasile (bandiera) | C     | Rômulo Eugênio Togni      |
|    | Italia (bandiera)  | C     | Ivan Romito               |
|    | Italia (bandiera)  | C     | Christian Scarlato        |
|    | Brasile (bandiera) | C     | Ronaldo Vanin             |
|    | Brasile (bandiera) | A     | Marcos Ariel De Paula     |
|    | Italia (bandiera)  | A     | Fabio Alteri              |
|    | Italia (bandiera)  | A     | Antonino Bonvissuto       |
|    | Italia (bandiera)  | A     | Antonio Giglio            |
|    | Italia (bandiera)  | A     | Massimiliano Vadacca      |
|    | Italia (bandiera)  | A     | Mario Alessio Montingelli |
|    | Italia (bandiera)  | A     | Marco Sansovini           |
|    | Italia (bandiera)  | A     | Pasquale Trotta           |
|    | Italia (bandiera)  | A     | Leandro Zoila             |

## Risultati

### Serie C1

#### Girone di andata
| 3 settembre 2006 1ª giornata | Juve Stabia | 2 – 0 | Manfredonia |  |

| 10 settembre 2006 2ª giornata | Manfredonia | 1 – 1 | Giulianova |  |

| 17 settembre 2006 3ª giornata | Avellino | 3 – 0 | Manfredonia |  |

| 24 settembre 2006 4ª giornata | Manfredonia | 4 – 3 | San Marino |  |

| 1º ottobre 2006 5ª giornata | Manfredonia | 3 – 1 | Teramo |  |

| 8 ottobre 2006 6ª giornata | Taranto | 0 – 0 | Manfredonia |  |

| 15 ottobre 2006 7ª giornata | Manfredonia | 3 – 3 | Ravenna |  |

| 22 ottobre 2006 8ª giornata | Sambenedettese | 2 – 0 | Manfredonia |  |

| 29 ottobre 2006 9ª giornata | Manfredonia | 1 – 0 | Ternana |  |

| 5 novembre 2006 10ª giornata | Foggia | 2 – 1 | Manfredonia |  |

| 12 novembre 2006 11ª giornata | Manfredonia | 3 – 1 | Lanciano |  |

| 19 novembre 2006 12ª giornata | Cavese | 4 – 1 | Manfredonia |  |

| 26 novembre 2006 13ª giornata | Ancona | 1 – 0 | Manfredonia |  |

| 3 dicembre 2006 14ª giornata | Manfredonia | 1 – 0 | Perugia |  |

| 10 dicembre 2006 15ª giornata | Gallipoli | 2 – 1 | Manfredonia |  |

| 17 dicembre 2006 16ª giornata | Manfredonia | 0 – 1 | Salernitana |  |

| 23 dicembre 2006 17ª giornata | Martina | 2 – 1 | Manfredonia |  |

#### Girone di ritorno
| 14 gennaio 2007 18ª giornata | Manfredonia | 1 – 1 | Juve Stabia |  |

| 21 gennaio 2007 19ª giornata | Giulianova | 0 – 1 | Manfredonia |  |

| 28 gennaio 2007 20ª giornata | Manfredonia | 4 – 0 | Avellino |  |

| 4 febbraio 2007 21ª giornata | San Marino | 0 – 0 | Manfredonia |  |

| 11 febbraio 2007 22ª giornata | Teramo | 2 – 3 | Manfredonia |  |

| 18 febbraio 2007 23ª giornata | Manfredonia | 0 – 0 | Taranto |  |

| 25 febbraio 2007 24ª giornata | Ravenna | 2 – 1 | Manfredonia |  |

| 4 marzo 2007 25ª giornata | Manfredonia | 0 – 1 | Sambenedettese |  |

| 18 marzo 2007 26ª giornata | Ternana | 1 – 2 | Manfredonia |  |

| 25 marzo 2007 27ª giornata | Manfredonia | 1 – 1 | Foggia |  |

| 1º aprile 2007 28ª giornata | Lanciano | 1 – 2 | Manfredonia |  |

| 7 aprile 2007 29ª giornata | Manfredonia | 0 – 0 | Cavese |  |

| 15 aprile 2007 30ª giornata | Manfredonia | 1 – 0 | Ancona |  |

| 22 aprile 2007 31ª giornata | Perugia | 2 – 0 | Manfredonia |  |

| 29 aprile 2007 32ª giornata | Manfredonia | 2 – 1 | Gallipoli |  |

| 6 maggio 2007 33ª giornata | Salernitana | 1 – 1 | Manfredonia |  |

| 13 maggio 2007 34ª giornata | Manfredonia | 2 – 2 | Martina |  |

### Coppa Italia Serie C

#### Fase a gironi
| 23 agosto 2006 1ª giornata | Manfredonia | 1 – 2 | Paganese |  |

| 27 agosto 2006 2ª giornata | Andria BAT | 0 – 0 | Manfredonia |  |

| 30 agosto 2006 3ª giornata | Manfredonia | 3 – 0 | Potenza |  |

| 13 settembre 2006 4ª giornata | Monopoli | 0 – 0 | Manfredonia |  |